# Bewsia biflora
Bewsia biflora är en gräsart som först beskrevs av Eduard Hackel och Schinz, och fick sitt nu gällande namn av Antonie Petrus Gerhardy Goossens. Bewsia biflora ingår i släktet Bewsia och familjen gräs. Inga underarter finns listade i Catalogue of Life.